# إيثان مبابي
إيثان مبابي لوتين  (بالفرنسية: Ethan Mbappé Lottin؛ مواليد 29 ديسمبر 2006) هو لاعب كرة قدم فرنسي يلعب في مركز الوسط في نادي ليل في الدوري الفرنسي.

## النشأة
ولد إيثان مبابي في 29 ديسمبر 2006 في مونتروي. والده، ويلفريد مبابي، ينحدر من أصول كاميرونية، وكذلك وكيله، وهو مدرب كرة قدم. بينما والدته فايزة العماري، تنحدر من أصول جزائرية، وهي لاعبة كرة يد سابقة.
لديه أخ أكبر، كيليان مبابي، يلعب في ريال مدريد، وشقيقه بالتبني، جيريس كيمبو إكوكو، هو أيضًا لاعب كرة قدم محترف سابقًا.

## مسيرته الكروية
بدأ مسيرته المهنية مع نادي آس بوندي. بعد سنتين انتقل إلى باريس سان جيرمان.
في 25 يونيو 2021، وقع عقدًا مع باريس سان جيرمان في صفقة حتى عام 2024.
في 20 ديسمبر 2023 لعب مبابي أول مباراة له مع باريس سان جيرمان في الدوري الفرنسي ضد نادي ميتز, في المباراة التي انتهت بفوز فريقه 3–1.

## المسيرة الدولية
في نوفمبر 2021، اُستدعي مبابي إلى منتخب فرنسا تحت 16 سنة.

## أسلوب اللعب
على عكس شقيقه كيليان كمهاجم المعروف بسرعته، إيثان هو لاعب وسط تكتيكي يلعب بالقدم اليسرى.

## إنجازات
باريس سان جيرمان
- الدوري الفرنسي: 2023–24[14]
- كأس فرنسا: 2023–24[15]

## روابط خارجية
- إيثان مبابي على موقع الاتحاد الأوربي (الإنجليزية)
- إيثان مبابي على موقع إي إس بي إن إف سي (الإنجليزية)
- إيثان مبابي على موقع قاعدة بيانات كرة القدم.إي يو (الإنجليزية)
- إيثان مبابي على موقع ليكيب (الفرنسية)
- إيثان مبابي على موقع Soccerbase.com (لاعب) (الإنجليزية)
- إيثان مبابي على موقع Soccerway.com (الإنجليزية)
- إيثان مبابي على موقع عالم كرة القدم.نت (الإنجليزية)
- إيثان مبابي على موقع AS.com (الإسبانية)